# Vahlia
Vahlia — рід трав і напівкущів, які ростуть в Африці та в Азії до півострова Індостан. Існує не менше п'яти видів. Рід поміщений окрему родину Vahliaceae. Ця родина раніше входила до ряду Saxifragales, а у 2016 році за системою APG IV було віднесено до нового порядку Vahliales.

## Види
- Vahlia capensis (L.f.) Thunb.
- Vahlia dichotoma (Murray) Kuntze
- Vahlia digyna (Retz.) Kuntze
- Vahlia geminiflora (Caill. & Delile) Bridson
- Vahlia somalensis Chiov.